# Richard White (Historiker)
Richard White (* 28. Mai 1947 in New York City) ist ein Historiker an der Stanford University. Unter anderem befasst er sich mit Umweltgeschichte und der Geschichte der Indianer Nordamerikas.

## Leben
White wuchs in der Nähe von Los Angeles auf und kam nach eigenen Angaben eher zufällig zur Geschichtswissenschaft, als er sich Ende der 1960er Jahre für die Fischereirechte der Indianer engagierte. Er erhielt 1969 einen Bachelor von der University of California, Santa Cruz, sowie 1972 einen Master und 1975 einen Ph.D. von der University of Washington. 1976 erhielt White eine erste Professur an der Michigan State University, ab 1983 war er Professor an der University of Utah, ab 1990 an der University of Washington. Seit 1998 ist White Professor für Amerikanische Geschichte an der Stanford University.
1995 erhielt White eine MacArthur Fellowship, 1998 wurde er in die American Academy of Arts and Sciences gewählt, 2016 in die American Philosophical Society. 2006/2007 war er Präsident der Organization of American Historians.
Whites Bücher wurden mehrfach ausgezeichnet. 1992 erhielt er den Albert J. Beveridge Award der American Historical Association und den Francis Parkman Prize der Society of American Historians für The Middle Ground: Indians, Empires, and Republics in the Great Lakes Region, 1650–1815 und 2011 den Los Angeles Times Book Prize in Geschichte und 2012 erneut den Francis Parkman Prize für Railroaded: The Transcontinentals and the Making of Modern America. Für beide Schriften war er auch jeweils Finalist für einen Pulitzer-Preis.

## Schriften (Auswahl)
- Land Use, Environment, and Social Change in a Western County, Island County, Washington, 1790–1940, 1980
- The Roots of Dependency: Subsistence, Environment, and Social Change Among the Choctaws, Pawnees and Navajos 1983
- The Middle Ground: Indians, Empires, and Republics in the Great Lakes Region 1650–1815, 1991
- “It’s Your Misfortune and None of My Own”: A History of the American West, 1991
- Mit Peter Nabakov, Jay Miller et al.: The Native Americans, 1993
- Mit James Grossman und Patricia Limerick: The frontier in American culture, 1994
- The Organic Machine: The Remaking of the Columbia River, 1995
- Remembering Ahanagran: Storytelling in a Family’s Past, 1998
- Mit John M. Findlay (Hrsg.): Power and place in the North American West, 1999
- Railroaded: The Transcontinentals and the Making of Modern America, 2011
- The Republic for Which It Stands: The United States during Reconstruction and the Gilded Age, 1865–1896, 2017